# Анамбас
Анамбас (на индонезийски: Kepulauan Anambas) са група острови в южната част на Южнокитайско море, на 200 km източно от южната част на полуостров Малака, принадлежащи на Индонезия. Общата им площ е 590 km². Най-големи острови са: Джемаджа (215 km²), Сиантан (149 km²), Матак (120 km²), Мубур, Айрабу и др. Към 2020 г. населението е 47 400 души. Максималната височина е 566 m на остров Сиантан. Някои от островите (Джемаджа, Репонг, Бавах) са обградени с коралови рифове. Покрити са с влажни вечнозелени тропични гори. Край островите има платформи за добив на природен газ.